# Engoulevent de Bonaparte
Caprimulgus concretus
Espèce
Statut de conservation UICN

 VU A2c+3c+4c : Vulnérable
L'Engoulevent de Bonaparte (Caprimulgus concretus) est une espèce d'oiseau de la famille des Caprimulgidae. On le rencontre dans le Sultanat du Brunéi, en Indonésie et en Malaisie.
Cette espèce est menacée par la disparition de son habitat, les forêts humides tropicales et subtropicales.
Le nom de cette espèce commémore l'ornithologue français Charles-Lucien Bonaparte (1803-1857).